# إغناثيو غونزاليس غونزاليس
إغناثيو غونزاليس غونزاليس (بالإسبانية: Ignacio González González) هو سياسي إسباني، ولد في 19 أكتوبر 1960 في مدريد في إسبانيا. حزبياً، نشط في حزب الشعب.

## مناصب
- في 2011 Madrilenian regional election [الإنجليزية]‏، انتخب عضو جمعية مدريد  [لغات أخرى]‏ خلال فترته النيابية ‏ (7 يونيو 2011 – 31 مارس 2015).
- انتخب  (22 نوفمبر 2009 – 27 سبتمبر 2012).
- انتخب President of the Community of Madrid [الإنجليزية]‏ (27 سبتمبر 2012 – 25 يونيو 2015).
- في 2007 Madrilenian regional election [الإنجليزية]‏، انتخب عضو جمعية مدريد  [لغات أخرى]‏ خلال  (12 يونيو 2007 – 29 مارس 2011).